# برگ نوی آمریکایی
برگ نوی آمریکایی (نام علمی: Ligustrum ovalifolium) نام یک گونه از سرده برگ نو است.